# Karl-Heinz Schreiber (Lyriker)
Karl-Heinz Schreiber (* 16. September 1949 in Werneck; † 26. Mai 2014) war ein deutscher Schriftsteller und Herausgeber.

## Leben und Karriere
Karl-Heinz Schreiber veröffentlichte seit 1968 Lyrik-, Prosa- und Essaybände in verschiedenen Kleinverlagen, in der von ihm gegründeten Kleinverlag AALFAA EnterBraynMent (mit der Edition Sernold, der Literaturzeitschrift KULT u. a. m.) sowie in zahlreichen Anthologien, Zeitungen und Zeitschriften des In- und Auslands. Zudem war er als Rezensent und Herausgeber etlicher Literaturprojekte tätig.
Schreiber war Mitglied im Verband deutscher Schriftsteller, im Verband Fränkischer Schriftsteller, in der Gesellschaft für zeitgenössische Lyrik und der Romanfabrik Frankfurt.
Schreiber lebte in Goldbach.

## Einzeltitel (Auswahl)
- Visionen eines tapferen Ignoranten. 1984.
- Die Brutalität der Idylle. 1987.
- Memoiren eines Neugeborenen. 1989.
- Eichendorff trinkt Clausthaler. Gedichte und Aphorismen. Verlag Kreis der Freunde, Walchum 1990.
- Duell der Komödianten. 1993.
- Styropor für Sisyphos. 1993.
- Dem Charisma entsagt. Verlag Kreis der Freunde, Walchum 1994.
- trinken II. Prosa. AALFAA EnterBrainMent, Goldbach 1996.
- Und Picasso hat mir zugenickt. AALFAA EnterBrainMent, Goldbach 1997.
- helicopter & symptome (1998)
- ALYCE oder Das zaghaft Unheimlich. Wiesenburg Verlag, Schweinfurt 2000.
- Irgend. Die letzte Lyrik des Jahrtausends. Edition Thaleia, St. Ingbert 2000.
- Das Wundern der Romantizierer generiert altmodische Beulen. Gedichte. Silver Horse Edition, Marklkofen 2011.

## Herausgabe (Auswahl)
- Sisyphosiaden im idyllischen Ghetto. Edition Sernold, Goldbach 1995.
- KULT. Magazyn fyr Netzwerk-Poesy. Goldbach 1995–2013.
- Lesender Affe. Deutschlands kleinste Literaturzeitschrift. Goldbach 1989–1998.